# Sara Paxton
Sara Paxton (Los Angeles, 25 aprile 1988) è un'attrice e cantante statunitense.
Candidata agli Emmy Awards nel 2006 nella categoria miglior attrice e cantante. I suoi successi sono stati: Aquamarine, Sleepover e Ritorno ad Halloweentown.

## Biografia
Suo padre, Steve Paxton, è un uomo di affari di origini europee, mentre sua madre è una dentista, ed è nata a Monterrey, in Messico, perciò Sara parla anche spagnolo. Figlia unica, è cresciuta a San Fernando Valley. Inizia a recitare fin da piccola, e il primo ruolo che ha è nel 1997, in Bugiardo bugiardo dove recita al fianco di Jim Carrey. Nel periodo che segue dal 1999 al 2000 partecipa a diverse serie tv, fra cui anche Lizzie McGuire, su Disney Channel. Nel 2003 Sara interpreta un piccolo ruolo in un film in 3D andato in onda negli Stati Uniti. Successivamente partecipa anche ad un episodio di CSI: Miami, dove interpreta Lana.
Il primo ruolo importante che la Paxton interpreta è nel film Sleepover, girato nel 2004. Ottiene anche un ruolo nel telefilm Summerland dove recita al fianco di Jesse McCartney interpretando la sua ragazza Sarah Borden. Nell'anno 2006 riceve il premio Emmy. Prima di ricevere questa nomination, Sara interpreta una sirena nel film Aquamarine, e recita con Emma Roberts e JoJo.
Successivamente, nel 2006, prende il posto di Kimberly J. Brown nella saga di film Halloweentown. La ragazza recita insieme a Lucas Grabeel nel seguito Ritorno ad Halloweentown. Nel 2007 la Paxton partecipa al film con Amanda Bynes e Matt Long, Sydney White - Biancaneve al college. Sara interpreta anche Jill Johnson nel film Superhero - Il più dotato fra i supereroi al fianco di Drake Bell. Successivamente interpreta Mari nel film L'ultima casa a sinistra, remake dell'omonimo film diretto da Wes Craven nel 1972. Ha avuto inoltre ruoli da guest star in Malcolm, Jonas L.A. e Will & Grace. Nel 2011 esce The Innkeepers, un film horror, in cui ha il ruolo della protagonista.
Il suo primo CD musicale si intitola The Ups and Downs, ed è un misto fra rock e pop.

## Filmografia

### Cinema
- Bugiardo bugiardo (Liar Liar), regia di Tom Shadyac (1997)
- Musica da un'altra stanza (Music from Another Room), regia di Charlie Peters (1998)
- Soldier, regia di Paul W. S. Anderson (1998)
- Durango Kids, regia di Ashton Root (1999)
- The Ruby Princess Runs Away, regia di Jahnna Beecham (2001)
- Sleepover, regia di Joe Nussbaum (2004)
- Aquamarine, regia di Elizabeth Allen (2006)
- Sydney White - Biancaneve al college (Sydney White), regia di Joe Nussbaum (2007)
- Superhero - Il più dotato fra i supereroi (	Superhero Movie), regia di Craig Mazin (2008)
- L'ultima casa a sinistra (The Last House on the Left), regia di Dennis Iliadis (2009)
- The Innkeepers, regia di Ti West (2011)
- Shark Night - Il lago del terrore (Shark Night 3D), regia di David R. Ellis (2011)
- Enter Nowhere, regia di Jack Heller (2011)
- Static, regia di Todd Levin (2012)
- Liars All, regia di Brian Brightly (2013)
- Cheap Thrills - Giochi perversi (Cheap Thrills), regia di E.L. Katz (2013)
- The Bounceback, regia di Bryan Poyser (2013)
- Boys of Abu Ghraib, regia di Luke Moran (2014)
- Sundown, regia di Fernando Lebrija (2016)
- The Front Runner - Il vizio del potere (The Front Runner), regia di Jason Reitman (2018)
- Barbarian, regia di Zach Cregger (2022)
- Blonde, regia di Andrew Dominik (2022)
- Weapons, regia di Zach Cregger (2025)

### Televisione
- SpongeBob (SpongeBob SquarePants) – serie TV, 13 episodi (1999-2004)
- Lizzie McGuire – serie TV, episodio 1x09 (2001)
- Attenti al volpino (Hounded), regia di Neal Israel – film TV (2001)
- CSI - Scena del crimine (CSI: Crime Scene Investigation) – serie TV, episodio 2x15 (2002)
- Greetings from Tucson – serie TV, 5 episodi (2002-2003)
- CSI: Miami – serie TV, episodio 2x04 (2003)
- Malcolm (Malcolm in the Middle) – serie TV, episodio 5x14 (2004)
- Will & Grace – serie TV, episodio 6x21 (2004)
- Summerland – serie TV, 5 episodi (2004)
- Darcy's Wild Life – serie TV, 33 episodi (2004-2006)
- Pepper Dennis – serie TV, episodio 1x06 (2006)
- Ritorno ad Halloweentown (Return to Halloweentown), regia di David Jackson – film TV (2006)
- The Party Never Stops: Diary of a Binge Drinker, regia di David Wu – film TV (2007)
- I maghi di Waverly (Wizards of Waverly Place) – serie TV, episodio 1x18 (2008)
- Mother Goose Parade, regia di Jillian Hanson-Cox – film TV (2008)
- Jonas L.A. – serie TV, episodio 1x12 (2009)
- The Beautiful Life (The Beautiful Life: TBL) – serie TV, 5 episodi (2009)
- L'assassina dagli occhi blu (Blue-Eyed Butcher), regia di Stephen Kay – film TV (2012)
- Guys with Kids – serie TV, episodio 1x15 (2013)
- Loverstruck: The Musical, regia di Sanaa Hamri – film TV (2013)
- Le regole del delitto perfetto (How to Get Away with Murder) – serie TV, episodio 1x04 (2014)
- Stalker – serie TV, episodio 1x16 (2015)
- Twin Peaks – serie TV, 1 episodio (2017)
- Good Girls – serie TV, 3 episodi (2018)
- NCIS - Unità anticrimine (NCIS) – serie TV, episodio 22x07 (2024)

## Doppiatrici italiane
Nelle versioni in italiano dei suoi lavori, Sara Paxton è stata doppiata da:
- Perla Liberatori in Superhero - Il più dotato fra i supereroi, The innkeepers, Aquamarine
- Ilaria Latini in Sleepover, NCIS - Unità anticrimine
- Domitilla D'Amico in CSI: Miami
- Veronica Puccio ne L'ultima casa a sinistra
- Gemma Donati in Shark Night - Il Lago del terrore
- Laura Latini in Sydney White - Biancaneve al college
- Chiara Gioncardi in Loverstruck: The Musical
- Domitilla D'Amico in CSI: Scena del crimine
- Ilaria Silvestri in Good Girls
- Francesca Manicone in Ritorno ad Halloweentown
- Letizia Ciampa in Code Black
- Giorgia Brasini ne Le regole del delitto perfetto
- Tiziana Martello in Murder in The First
- Valentina Mari in Blonde